# EpicLLOYD
Lloyd Leonard Ahlquist (nacido el 18 de enero de 1977), más conocido por su alias en línea EpicLLOYD, es una celebridad de Internet y youtuber estadounidense, conocido por la serie de videos de YouTube, Epic Rap Battles of History, junto con Peter Shukoff ("Nice Peter") . Ahlquist se ha desempeñado como MC, actor, improvisador y escritor. Además de las batallas de rap, Ahlquist, junto con Shukoff, aparecieron en un cameo en The SpongeBob Movie: Sponge Out of Water .

## Comedia y teatro
Ahlquist fue anteriormente Gerente General y Director Artístico del Westside Comedy Theatre de MI. Ahlquist también estudió en UMass Amherst y luego se entrenó en Chicago en The Second City, Improv Olympic y Annoyance Theatre . Ahlquist fue uno de los miembros fundadores de Mission IMPROVable, y continúa actuando con el grupo semanalmente en su programa "The Grind"  mientras se desempeña en la Junta Directiva de Mi Producciones. Fundó la compañía de comedia después de abandonar la Universidad de Massachusetts con cinco compañeros de clase. 
En agosto de 2014, Ahqluist organizó el primer evento de comedia de improvisación transmitido en vivo de YouTube, "Off the Top".  En 2015 se lanzó un avance de "Epic Studios", un programa protagonizado por Ahlquist, y los primeros episodios se publicaron en su canal personal de YouTube en abril de 2017.

## YouTube
Lloyd tiene su propio canal de YouTube que se lanzó el 20 de abril de 2011. Ahlquist tiene una serie básica en su propio canal, titulada "Dis Raps For Hire", que presenta a Ahlquist tomando un comentario enviado por un usuario pidiéndole a Ahlquist que "destruya" o insulte líricamente a otra persona que está intimidando o acosando al usuario. Hasta la fecha, se han producido 20 "Dis Raps for Hire". La temporada 2 de "Dis Raps for Hire" comenzó el 11 de marzo de 2013.
El 17 de julio de 2012, el canal de Lloyd alcanzó los 200.000 suscriptores. Como gesto de "gracias", subió una parodia del Canela Challenge. En 2016, Lloyd alcanzó los 400.000 suscriptores.
Empezando en 2017, EpicLLOYD también ha corrido los Estudios de Épica de la serie, donde  retrata un fictional versión de él tan  lucha para mantener el estudio de música canadiense  herede de su padre de ser convertido en condos.

### Epic Rap Battles of History
En 2010, Ahlquist se asoció con el cantante y rapero Peter Shukoff para crear Epic Rap Battles of History bajo Maker Studios algún momento después de que Ahlquist, Shukoff y Zach Sherwin (un invitado en las batallas de rap), tocaran Check OneTwo, una improvisación de rap de estilo libre. juego en el que tomaron sugerencias de la audiencia de personajes famosos para luchar contra el rap en la parte superior de sus cabezas.  Ahlquist ha interpretado a varios personajes en las exitosas batallas de rap   incluidos Bill O'Reilly y Adolf Hitler . Epic Rap Battles of History recibió cuatro victorias en los 3rd Streamy Awards, y Ahlquist recibió uno de los cuatro premios. En octubre de 2014, las batallas de rap acumularon un recuento total de vistas de más de mil millones, excluyendo los cientos de millones de vistas obtenidas por los episodios de la temporada 1. A principios de 2020, el canal Epic Rap Battle tenía más de 3.400 millones de visitas.

## Discografía

### Álbumes
- Dis Raps for Hire - Season 1 (2013)
- Here EP (2016)
- Dis Raps for Hire - Season 2 (2018)

### Canciones
- Dis Raps For Hire - Charles
- Dis Raps For Hire - Southwest High School
- Dis Raps For Hire - Christian
- Dis Raps For Hire - Jennifer
- Dis Raps For Hire - Justin
- Dis Raps For Hire - James
- Dis Raps For Hire - William, Reshad, and Tyrance
- Dis Raps For Hire - Daniel
- Dis Raps For Hire - Joan
- Gift Raps For Hire - Momma Metcalf
- Dis Raps For Hire - Glasscock
- Dis Raps For Hire - Jason and Ramone
- Dis Raps For Hire - Steven, Lucas, Mark, and Nelson
- Dis Raps For Hire - EthanAlways
- Dis Raps For Hire - Diamond
- Dis Raps For Hire - Jerome
- Dis Raps For Hire - Katrina & Cheyenne
- Dis Raps For Hire - This Guy
- Dis Raps for Hire - Cory
- Gift Raps for Hire - Brandon
- The L-Verse
- Coming Up Short
- Pawn
- Ninja
- Mr. Nothing
- I Aint Got No Watch (I Aint Got No Bling)
- New Things
- Holding The Seams Together
- Scars
- Cheap Beer
- Space
- Pops Over the Falls
- Goodbye

## Filmografía
| Year         | Title                                    | Role                 | Notes                              |
| ------------ | ---------------------------------------- | -------------------- | ---------------------------------- |
| 2010–present | Epic Rap Battles of History              | Varios roles         | serie web                          |
| 2011         | X-Men: First Class Rejects               | Prof. Doug Xavier    | Cortometraje web                   |
| 2011         | The League                               | Dr. Andre Nodick     | Season 3, Episode 1, "The Lockout" |
| 2012         | Ninja - Part 2                           |                      | Sam Macaroni web video             |
| 2012         | Epic Rap Battle of Manliness             | Jogger               | Rhett and Link web video           |
| 2013         | Key &amp; Peele                          | Rap Battle Host      | Episodio #3.1                      |
| 2014         | The Most Popular Girls in School         | Darren Darabond      | Episodios 50–52                    |
| 2015         | The SpongeBob Movie: Sponge Out of Water | Surfer Dude, Seagull |                                    |
| 2016         | Crossroads of History                    | LLOYD                | Serie web                          |
| 2016         | Dirty 30                                 | Homeless Man         |                                    |

## Premios y nominaciones
| Año  | Espectáculo de premio | Categoría              | Resultado | Recipient(s)                  |
| ---- | --------------------- | ---------------------- | --------- | ----------------------------- |
| 2013 | 3.º Streamy Premios   | Mejor guion: Comedia   |           | Peter Shukoff, Lloyd Ahlquist |
| 2013 | 3.º Streamy Premios   | Mejor canción original |           | -                             |